# اولونتس

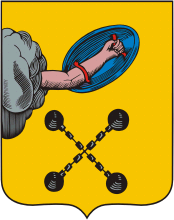
نشان شهر اولونتس که در سال ۱۷۸۱ توسط کاترین دوم رسمی شد.

اولونتس (به روسی: Олонец، تلفظ: اُلُنِتس، به فنلاندی: Aunus) شهر کوچکی است در جمهوری کارلیا در شمال غربی روسیه.
شهر اولونتس در کنار رود اولونکا و در خاور دریاچه لادوگا واقع شده‌است. این شهر مرکز شهرستان اولونتسکی است.
جمعیت آن در سال ۲۰۰۲ برابر با ۱۰۲۴۰ نفر بوده که از دوره شوروی کاهش داشته است.
اولونتس در قدیم بازار مهمی برای بازرگانی میان روسیه و سوئد بود.